# Trimmis

Luftbild aus 300 m von Walter Mittelholzer (1923)

Historisches Luftbild von Werner Friedli (1957)

Trimmis (rätoromanisch Terminⓘ) ist eine politische Gemeinde im Schweizer Kanton Graubünden. Sie gehört zur Region Landquart und umfasst seit 2008 auch die Ortschaft Says.

## Geographie
Trimmis liegt 6 km nördlich der Kantonshauptstadt Chur auf der rechten Seite des Rheins, der knapp 2 km westlich des Dorfkerns vorbeifliesst. 1880, als Says von Trimmis getrennt und zur eigenständigen Gemeinde erhoben wurde (am 1. Januar 2008 wieder fusioniert), entstand die Gestalt des Gemeindebanns mit zwei räumlich getrennten Teilen. Der grössere erstreckte sich vom Rhein über den von mehreren Tobeln wie dem Scaläratobel zerfurchten Hang bis zum westlichen Ausläufer der Hochwangkette. Mit den markanten Bergen Cyprianspitz (1774 m ü. M.) im Norden, Ful Berg (2395 m) und Montalin (2266 m) im Süden erreicht das Areal den Grat, dazwischen schiebt sich das ungefähr durch Hagtobel und Valturtobel abgegrenzte Sayser Gebiet. Im hinteren Valzeinatal, auf der rechten Seite des Schranggabachs, lag eine Exklave. Dort markiert der Hochwanggipfel (2533 m) den höchsten Punkt der Gemeinde.
Am Ausgang des Valturtobels, beidseits der Dorfrüfe, liegt das Haufendorf Trimmis. Im 20. Jahrhundert wuchs die Siedlung vor allem nach Westen, wo in rund 1 km Entfernung die Hauptstrasse vorbeiführt. Ebenfalls zur Gemeinde gehört die Gewerbezone Ceres/Rütenen bei der Bahnstation Untervaz-Trimmis.
Im Jahr 1997 wurden 34,4 % der Gemeindefläche landwirtschaftlich genutzt, der Wald nahm 41,5 % ein, die Siedlungen 4,7 %. Als unproduktiv galten 19,5 %.
Nachbargemeinden sind Arosa, die Stadt Chur, Furna, Grüsch, Untervaz und Zizers.

## Geschichte
Erstmals urkundlich genannt wurde Tremune im Jahr 765 im Testament des Bischofs Tello, als bereits eine Kirche bestand. Auch das seltene Patrozinium St. Carpophorus ist bereits aus jener Zeit bezeugt. Im Spätmittelalter gehörte das Dorf zur bischöflichen Herrschaft Alt-Aspermont, benannt nach der Burg Alt-Aspermont am Ausgang des Hagtobels, dann seit 1519 zum Hochgericht Vier Dörfer des Gotteshausbundes. Hoch oberhalb des Dorfes liegt die Ruine der Burg Ober-Ruchenberg.
Seit dem 17. Jahrhundert sind in der Gemeinde beide Konfessionen vertreten. Im Jahr 1880 wurde Says von Trimmis abgespalten und bildete bis 2007 eine eigenständige Gemeinde. Auf den 1. Januar 2008 wurden die beiden Gemeinden wieder vereinigt.
Während des Zweiten Weltkriegs wurde nördlich von Trimmis die Sperrstelle Trimmis erstellt. Sie bildete mit der Sperrstelle Untervaz die südliche Front der Festung Sargans.
Eine 2003 eingesetzte Projektgruppe gelangte zu der Überzeugung, dass «eine Fusion zwischen den Gemeinden Trimmis und Says … den richtigen zukunftsorientierten Schritt darstellt». Dieser Empfehlung schlossen sich am 26. April 2005 beide Gemeindevorstände an. Am 8. Mai 2007 stimmten beide Gemeindeversammlungen mit jeweils grosser Mehrheit der Fusion zu. Am 17. Juni 2007 befürwortete die Urnengemeinde in Trimmis ebenfalls den Zusammenschluss.

## Wappen
| Wappen von Trimmis | Blasonierung: «In Silber (Weiss) über grünem Dreispitzberg zwei querrechts liegende, bewurzelte schwarze Steinbockshörner»                                  |
| Wappen von Trimmis | Die Hörner stammen aus dem Wappen der Herren von Trimmis, der Berg spielt auf die Volksetymologie an, die den Ortsnamen auf Trimons (Dreiberg) zurückführt. |

## Bevölkerung
| Bevölkerungsentwicklung | Bevölkerungsentwicklung | Bevölkerungsentwicklung | Bevölkerungsentwicklung | Bevölkerungsentwicklung | Bevölkerungsentwicklung | Bevölkerungsentwicklung | Bevölkerungsentwicklung | Bevölkerungsentwicklung |
| ----------------------- | ----------------------- | ----------------------- | ----------------------- | ----------------------- | ----------------------- | ----------------------- | ----------------------- | ----------------------- |
| Jahr                    | 1770                    | 1880                    | 1900                    | 1950                    | 1980                    | 2005                    | 2015                    | 2020                    |
| Einwohnerzahl           | 587                     | 888                     | 696                     | 776                     | 1447                    | 2881                    | 3191                    | 3322                    |

## Politik
Der Gemeindevorstand zählt fünf Mitglieder. Derzeitiger Gemeindepräsident ist Nicola Stocker (Stand 2025). Mit der Gemeinde Widen AG und der Gemeinde Weyregg am Attersee in Österreich besteht eine Gemeindepartnerschaft.

## Wirtschaft
Bildeten früher Wein- und Ackerbau die Haupterwerbszweige, so hat sich Trimmis seit 1950 zu einer beliebten Wohngemeinde am Rand der Kantonshauptstadt Chur entwickelt. Dabei hat sich die Einwohnerzahl in 50 Jahren fast vervierfacht. Es gelang der Gemeinde jedoch auch, eine Reihe von Betrieben anzusiedeln, so dass am Ort selbst 477 Personen im gewerblichen Sektor Arbeit finden. In der Land- und Forstwirtschaft gibt es 65 Beschäftigte, im Dienstleistungsbereich 276 (Stand 2000–01).

### Verkehr
Durch die tagsüber im Halbstundentakt betriebene Stadtbuslinie 3 Chur–Trimmis–Untervaz ist die Gemeinde ans Netz des öffentlichen Verkehrs angeschlossen. Dagegen wurde die 1,5 km vom Dorfkern entfernte und demzufolge wenig frequentierte Haltestelle Trimmis der Rhätischen Bahn zum Fahrplanwechsel im Dezember 2006 aufgehoben.

## Sehenswürdigkeiten

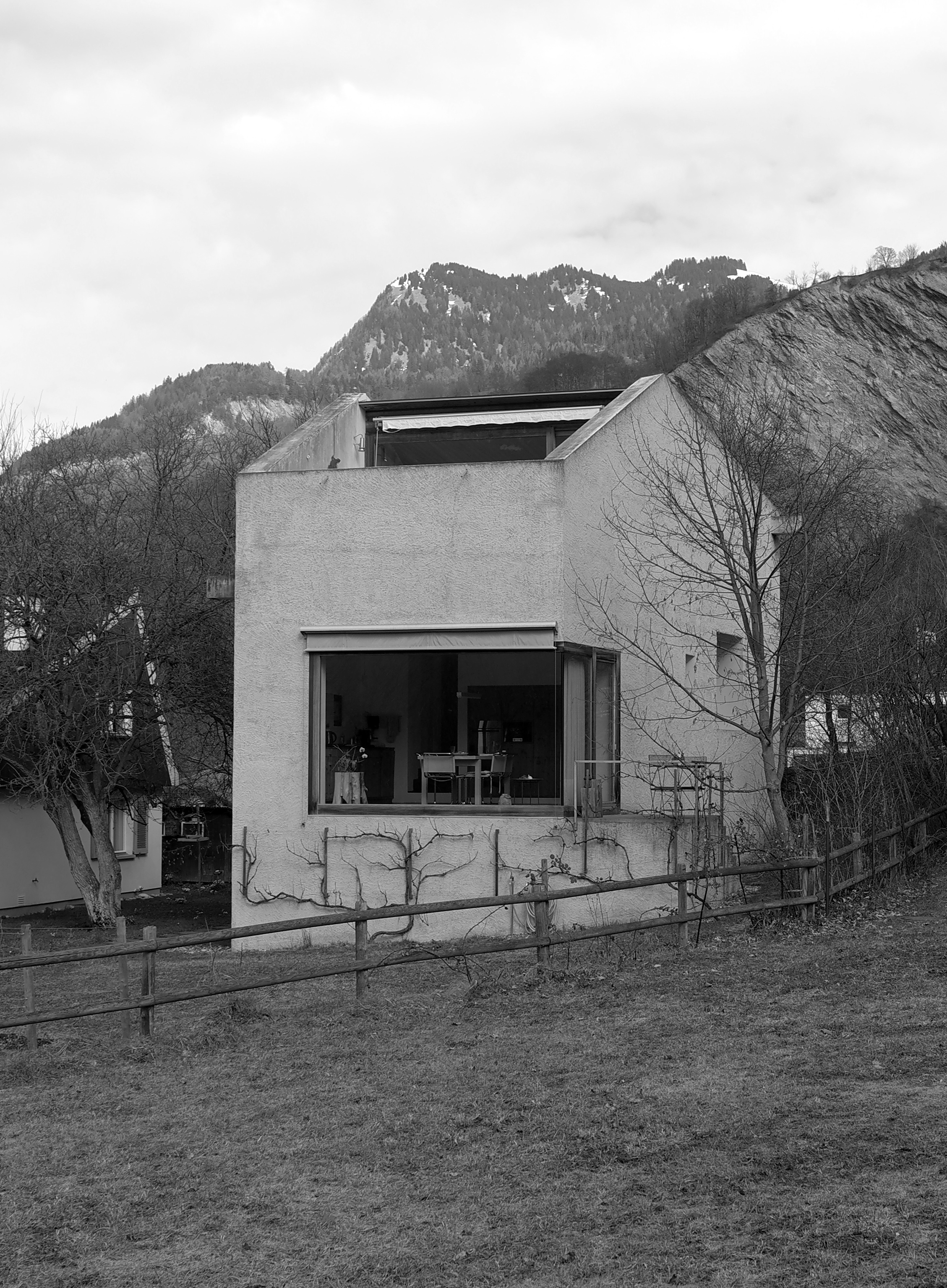
Wohnhaus von Michael Hemmi

- Katholische Pfarrkirche, Ersterwähnung im 8. Jh.[5] (unter Denkmalschutz)
- Reformierte Dorfkirche, nach 1764 (unter Denkmalschutz)
- Wohnhaus, 2005/06, Architekt: Michael Hemmi – Auszeichnung für gute Bauten Graubünden

## Persönlichkeiten
- Bartholomäus Anhorn der Ältere (1566–1642), evangelisch-reformierter Pfarrer und Historiker in Graubünden und Appenzell, in Trimmis 1614
- Hartmann von Moos (1737–1803), evangelisch-reformierter Geistlicher
- Hans Ryffel (1878–1949), Direktor der Eidgenössischen Finanzkontrolle

## Film
In Trimmis wurde 1958 der Film Es geschah am hellichten Tag nach dem Drehbuch von Friedrich Dürrenmatt mit Gert Fröbe und Heinz Rühmann in den Hauptrollen gedreht.